# Tricastin
Le Tricastin est une région naturelle et historique de la vallée du Rhône méridionale comprise entre le sud-ouest de la Drôme et le nord-ouest de Vaucluse.
Il s'agit du berceau de l'ancienne tribu des Tricastins. Leur capitale était Saint-Paul-Trois-Châteaux. Le nom de Tricastin, longtemps interprété comme « pays des Trois Châteaux », tire en réalité son étymologie de la tribu ligure des Tricastins, qui ont occupé le territoire durant toute l'Antiquité.
La région du Tricastin est aujourd'hui connue pour le site nucléaire du Tricastin, situé sur le cours du canal de Donzère-Mondragon, un canal de dérivation du Rhône, pour ses vignobles d’appellation AOC Grignan-les-adhémar, et pour la qualité de son patrimoine naturel et architectural.

## Histoire
Les Tricastins furent l'un des peuples de la Gaule narbonnaise. Pline l'Ancien parle de leur capitale nommée Augusta Tricastinorum,.
Le Tricastin était un fief du marquisat de Provence au Moyen Âge.
Il était considéré comme le « pays de la pierre blanche » puisque, d'un point de vue géologique, le Tricastin est l'une des seules zones en vallée du Rhône où la pierre possède une couleur particulièrement claire. De nombreuses carrières ont ainsi été en activité jusqu'au milieu du XXe siècle à Saint-Paul-Trois-Châteaux et à Saint-Restitut.
La capitale du Tricastin, Saint-Paul-Trois-Châteaux, a été le siège d'un évêché jusqu'à la Révolution française, période où il fut supprimé, au même titre que ceux d'Uzès et de Vaison-la-Romaine. Bollène, ville du Sud du Tricastin, fut elle une cité marchande durant toute l'époque médiévale et renferme encore dans son centre d'importantes traces de son passé florissant. Pont-Saint-Esprit et Bourg-Saint-Andéol, situées dans sa bordure occidentale, sont également de très anciennes agglomérations dont l'empreinte religieuse est toujours fortement marquée. Lieux de pèlerinages durant toute l'époque médiévale et jusqu'à la Révolution française, elles abritent encore aujourd'hui plusieurs communautés religieuses.

## Économie

### La production d'énergie
Le site nucléaire du Tricastin, installé au cœur de la vallée du Tricastin depuis 1974, est l'un des plus importants complexes nucléaires français. Il est situé à cheval sur les communes de Saint-Paul-Trois-Châteaux, Bollène, Lapalud et Pierrelatte. Construit au cœur de la plaine du Tricastin, il est aujourd'hui la principale industrie installée sur le territoire du Tricastin. Le barrage de Donzère-Mondragon, ouvrage d'art majeur dans l'histoire industrielle est situé sur le cours du canal de Donzère-Mondragon.

### Agriculture
Classés VDQS en 1964, les Coteaux du Tricastin obtiennent l'appellation d'origine contrôlée le 27 juillet 1973.

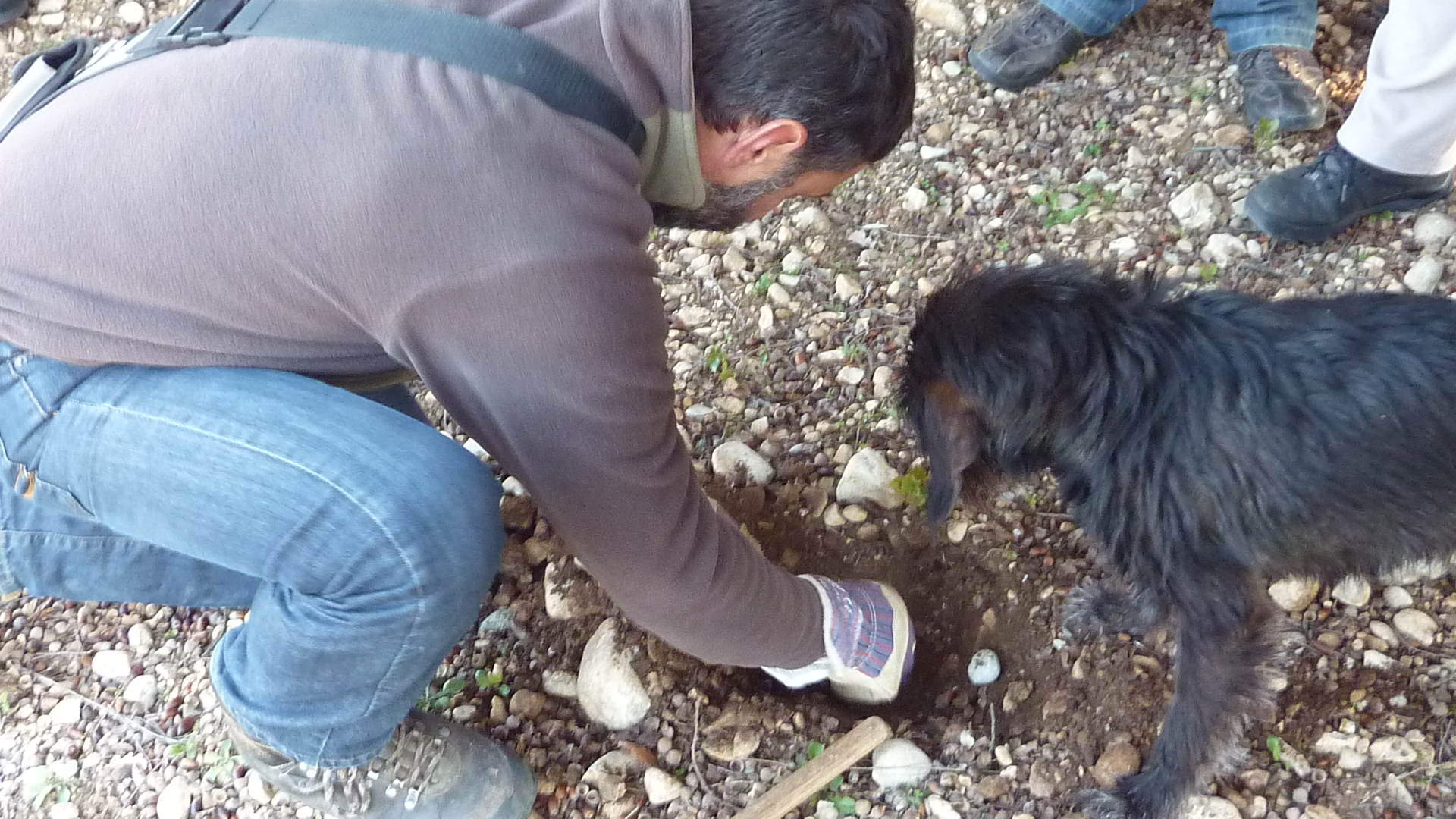
Rabassier et son chien.

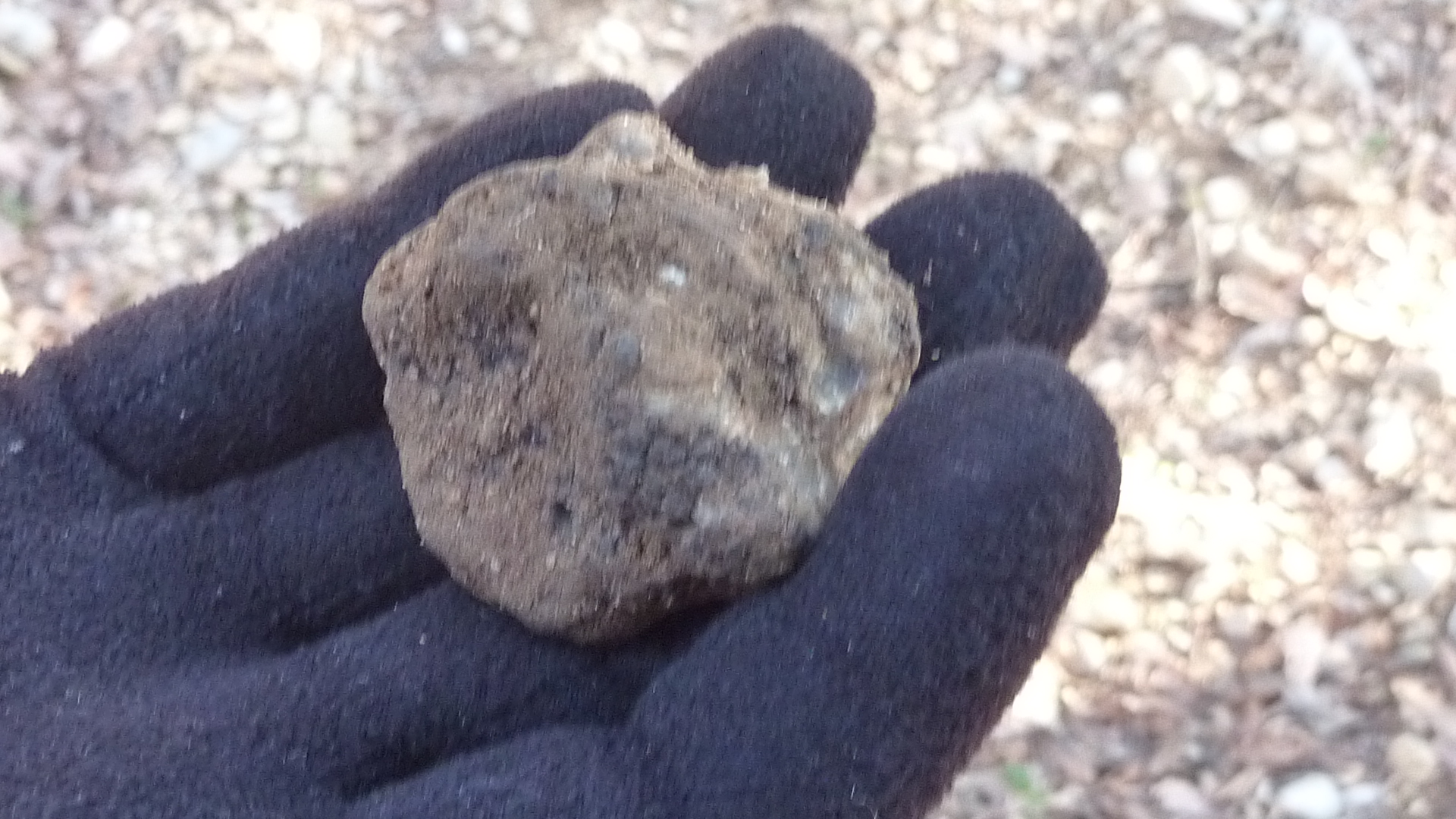
Tuber melanosporum, le diamant noir.

La truffe du Tricastin est protégée par une AOC depuis 1978, elle s'étend sur 68 communes de la Drôme et 15 communes de Vaucluse. Pour revendiquer cette appellation, la truffe du Tricastin exige une stérilisation en première ébullition et uniquement avec des T. melanosporum.
Dans cette région, comme dans d'autres, les trufficulteurs se sont regroupés en syndicat de producteurs comme ceux de la Drôme des Collines (et Isère limitrophe) ou le syndicat général de la truffe noire du Tricastin, qui a son siège social à la Maison de la Truffe et du Tricastin, à Saint-Paul-Trois-Châteaux.

### Tourisme
Considérablement aménagée au cours du XXe siècle, la vallée du Tricastin est traversée de part en part par la route nationale 7, l'autoroute A7, le TGV Méditerranée, un réseau dense de routes départementales et le canal de Donzère-Mondragon.
La vallée du Tricastin est jalonnée de villes chargées d'histoire et possédant un riche patrimoine.
Saint-Paul-Trois-Châteaux :
- Grande cathédrale médiévale
- Quartiers anciens riches en curiosités
- Vestiges de Remparts
- Hôtels particuliers des XVe, XVIe, XVIIe, XVIIIe et XIXe siècles
- Musée d'Archéologie Tricastine
- Maison de la Truffe et du Vin

Pierrelatte :
- Centre ancien
- Église du XIXe siècle
- Hôtels particuliers dans la Grande Rue
- Beffroi (XIXe siècle)
- Rue d'Amour
- Chapelle des Pénitents
- Rocher au cœur du centre-ville
- Petits châteaux et propriétés de caractère dans la plaine
- La ferme aux Crocodiles sur le site de Pierrelatte est le premier site touristique drômois[9]

Bourg-Saint-Andéol :
- Palais des Évêques de Viviers
- Église romane abritant le sarcophage de saint Andéol
- Hôtels particuliers des XVe, XVIe, XVIIe, XVIIIe et XIXe siècles
- Tour de Nicolay
- Chapelle Saint-Polycarpe
- Chapelle Notre-Dame de Châlon
- Chapelle Notre-Dame de Cousignac
- Chapelle Saint-Ferréol
- Couvent de la Présentation de Marie
- Statue de Diane Chasseresse
- Statue de Dona Vierna
- Quais du Rhône et ses immeubles des XVIIe, XVIIIe et XIXe siècles
- Vallon de Tourne, son bas-relief, son lavoir et ses résurgences
- Hôpital (cloître et chapelle baroque des Récollets)
- Forêt du Laoul
- Châteaux sur les coteaux de Bourg
- Musée des Anges
- Musée de la Dentelle et des textiles anciens
- Vestiges de remparts
- Place du Champ de Mars
- Tour Gothique place Rigaud

Pont-Saint-Esprit :
- Pont médiéval sur le Rhône
- Quartiers anciens riches en curiosités
- Maison des Chevaliers
- Musée d'Art Sacré
- Église Saint-Saturnin
- Grand Lavoir
- Caserne du Roi
- Boulevard circulaire et ses platanes
- Escaliers néo-gothiques sur les quais du Rhône
- Musée Paul Raymond
- Sanctuaire Notre-Dame de la Blache
- Citadelle

Bollène :
- Collégiale Saint-Martin
- Couvent du Saint-Sacrement (XVIIIe siècle), couvent d'où étaient originaires les martyres d'Orange
- Quartiers anciens riches en curiosités
- Hôtels particuliers des XVIe, XVIIe, XVIIIe et XIXe siècles
- Vestiges de remparts
- Village troglodyte du Barry
- Chapelle Notre-Dame du Pont
- Ancien hameau industriel de la Croisière

Grignan :
- Château Renaissance
- Vieux quartiers riches en curiosités
- Collégiale Saint-Sauveur
- Lavoir circulaire
- Statue de Madame de Sévigné
- Vestiges de remparts
- Hôtels particuliers

La Garde-Adhémar :
- Église romane Saint-Michel
- Chapelle des Pénitents
- Vieux-village
- Val des Nymphes
- Chapelle romane du Val des Nymphes
- Jardins botaniques

Donzère :
- Quartiers anciens riches en curiosités
- Vestiges de remparts
- Vestiges du château
- Hôtels particuliers
- Pont suspendu du Robinet
- Défilé de Donzère

## Climat
Le climat du Tricastin est un climat de type méditerranéen avec un net renforcement du mistral en hiver et une sécheresse particulièrement affirmée pendant l'été. Les hivers sont cependant de manière générale plus doux que dans le nord de la Drôme et de l'Ardèche mais plus frais qu'en Provence où l'on peut noter une différence de deux à trois degrés en moyenne.
Les températures peuvent donc être très élevées pendant l'été et les averses brutales, la vallée du Tricastin étant située entre le Piémont cévenol (Gard - Ardèche) et le Nyonsais-Baronnies (Drôme - Vaucluse)